# Ulrichswasser
Das Ulrichswasser ist ein rechter Nebenfluss der Warmen Bode in der Stadt Braunlage im Landkreis Goslar in Niedersachsen.

## Verlauf
Das Quellgebiet des Ulrichswassers liegt etwas nordöstlich von Königskrug im Königsbruch am Fuße der Achtermannshöhe (Achtermann) in ca. 760 m Höhe. Danach überwindet das Gewässer auf ungefähr 3 km einen Höhenunterschied von 180 m, um auf einer Höhe von ca. 580 m in die Warme Bode zu münden. 
Das Gewässer wurde nicht – wie man annehmen könnte – nach Oberförster Arthur Ulrichs (1838–1927) benannt. Als Ulmersches Wasser ist der Bach bereits auf einer Forstkarte aus dem 18. Jahrhundert verzeichnet.